# White Suffolk
White Suffolk là giống cừu thịt Úc được phát triển cho các điều kiện tự nhiên của Úc. Công việc lai tạo giống này bắt đầu vào một chương trình nhân giống vào giữa những năm 1970 với thử nghiệm được Giáo sư E. Roberts (Đại học New South Wales) tiến hành. Mục đích của ông là tạo ra một giống cừu có cấu tạo, cấu trúc và sự phát triển của loài Suffolk nhưng với đầu, chân và cơ thể màu trắng. Giáo sư Roberts đã quan sát thấy rằng mặc dù giống cừu Suffolk sản xuất ra những con cừu tốt nhất, nó chỉ chiếm một phần nhỏ của thị trường cừu đẳng cấp cao của Úc. Lý do chính cho sự miễn cưỡng này là do các điểm tối trên da và giá trị da cừu giảm, làm cho lông cừu giảm giá đáng kể. Vào những năm 1980, các nhà lai tạo khác cũng đã đưa ra thách thức để phát triển giống cừu này với chất lượng và số lượng được cải thiện. Sau đó nó được phát triển từ các chương trình nhân giống liên quan đến giống cừu Suffolk, ban đầu, lai với một giống cừu màu trắng (chủ yếu là loài Poll Dorset).
Giống cừu White Suffolk đang tạo ra kết quả tốt trong một loạt các khu vực trồng trọt, hỗn hợp và các khu vực có lượng mưa cao hơn.
Năm 1992, các gene di truyền học Mỹ đã xuất hiện và hiện nay đã được truyền vào một tỷ lệ phần trăm các mảng lông trắng cho cừu Suffolk. Thụ tinh nhân tạo được sử dụng bởi các nhà lai tạo để nguồn gen di truyền cao cấp có sẵn cho các thành viên trong hiệp hội chăn nuôi.

## Hiệp hội
Hiệp hội cừu Suffolk trắng Úc được thành lập năm 1985 và nhằm tạo ra một giống cừu có đặc điểm Suffolk ngoại trừ các điểm đen, trong khi duy trì tốc độ tăng trưởng cao và khả năng sản xuất thịt lý tưởng cho tất cả các lĩnh vực trong ngành sản xuất thịt.